# جرد شاو
جِرْد شاو أو عَضَل شاو (الاسم العلمي: Meriones shawi) هو نوع من القوارض يتبع الفصيلة الفأرية. يتواجد في الجزائر مصر ليبيا المغرب تونس. موائلها الطبيعية هي الأراضي الصالحة للزراعة والمراعي والحدائق الريفية. يمكن لجرد شاو أن يتزاوج 224 مرة خلال ساعتين.
يمكن لجرد شاو البقاء على قيد الحياة لفترات طويلة من الجفاف في المناطق شبه الصحراوية التي يعيش فيها، جزئياً بسبب كليته المتطورة. خلال موسم الأمطار، يتكاثر حيوانات الجرد بشكل أكبر مقارنة بالصيف عندما تقل كمية الأمطار. عادةً ما يعيشون من سنة إلى سنتين. في المناطق الجبلية الجزائرية، يعتبر الفريسة الرئيسية للهامة.